# 그랜드 캐년 (1991년 영화)
《그랜드 캐년》(영어: Grand Canyon)은 미국에서 제작된 로런스 캐즈던 감독의 1991년 드라마 영화이다. 대니 글러버 등이 출연하였고, 마이클 그릴로 등이 제작에 참여하였다.
20세기 폭스에 의해 제작, 배급되었으며 1991년 성탄절에 개봉되었다.
공동 각본을 쓴 로런스 캐즈던과 메그 캐즈던이 1992년 제64회 아카데미상 각본상 후보와 제49회 골든 글로브상 각본상 후보에 올랐다.

## 출연진
- 대니 글러버
- 케빈 클라인
- 스티브 마틴
- 메리 맥도널
- 메리루이즈 파커
- 앨프리 우더드
- 제러미 시스토
- 티나 리퍼드

## 기타 제작진
- 협력 제작: 메그 캐즈던
- 배역: 제니퍼 셜
- 미술: 보 웰치
- 의상: 애기 거라드 로저스